# Výbuchy muničních skladů ve Vrběticích
K výbuchům dvou muničních skladů ve Vrběticích v okrese Zlín došlo v říjnu a prosinci 2014. První výbuch nastal 16. října, zemřeli při něm dva lidé. Další sklad vybuchl 3. prosince 2014. Sousední obce musely být krátkodobě evakuovány, areál byl ohrazen a poté následovalo několikaleté odklízení následků a vyšetřování příčin výbuchu. Zásah bezpečnostních složek byl ve Vrběticích ukončen po šesti letech 13. října 2020. V dubnu 2021 vláda zveřejnila důvodné podezření, že do výbuchů byli zapojení důstojníci ruských tajných služeb.
Národní centrála proti organizovanému zločinu vyšetřování případu odložila v dubnu 2024 z důvodu, že nezískala právní pomoc z Ruska, kterou ruské orgány odmítly s odůvodněním, že by vyřízení české žádosti mohlo poškodit svrchovanost, veřejný pořádek a důležité zájmy Ruska, a na území České republiky nezískala dostatek důkazů ke stíhání konkrétních osob. Policie však považuje za prokázané, že výbuchy provedli příslušníci ruské vojenské rozvědky GRU a jejichž motivem bylo zabránit dodání zbraní a munice do oblastí, kde ruská armáda prováděla své operace.

## Nájemce
Oba zničené sklady měla v pronájmu ostravská firma Imex Group, která se zabývá obchodem se zbraněmi a v areálu měla od armády pronajato celkem šest budov, ve kterých skladovala munici, zbraně a jiné zboží. Vlastníkem byl Petr Bernatík ml., který byl současně výkonným ředitelem a společně se svým otcem působil také v několika dalších zbrojařských firmách. V roce 2010 byli oba obviněni z nelegálního vývozu zbraní na Slovensko, ale soudem byli zproštěni viny.

## Výbuch prvního skladu
K prvnímu výbuchu došlo 16. října 2014 před desátou hodinou ve skladu č. 16, který v té době obsahoval 50 tun munice, která byla po výbuchu odhozena do vzdálenosti až 800 metrů. Při výbuchu byli zabiti dva zaměstnanci společnosti Imex Group, která si sklad pronajímala od státního podniku Vojenský technický ústav.
Den před výbuchem, dne 15. října, dostali brigádníci pracující ve skladu nečekaně volno a do skladu se vypravil samotný majitel Imexu Petr Bernatík. Nezvyklé chování majitele firmy zaujalo při vyšetřování kauzy i policisty. V únoru 2021 Petr Bernatík skončil na 48 hodin v cele předběžného zadržení. Policie u něj doma i ve firmě Imex Group provedla prohlídku.
Muniční sklad nebyl zanesen do krizového plánu Zlínského kraje, zasahující hasiči tak neměli tušení, k jakému typu požáru vyjíždějí, což je vystavilo zbytečnému riziku. Velitel hasičů z Valašských Klobouk Jiří Ovesný po krátkém průzkumu rozhodl o okamžitém stažení zasahujících hasičů a díky tomuto rozhodnutí zachránil lidské životy; posléze za to byl prezidentem vyznamenán. Bezprostředně po výbuchu bylo z areálu muničního skladu evakuováno sto lidí. Evakuováni byli též obyvatelé přilehlé obce Vlachovice, stejně jako žáci ze základní školy a učni ze SOŠ Slavičín.
Dne 23. října zahájila policie evakuaci 375 obyvatel z obcí Lipová, Vlachovic a průmyslového areálu u města Slavičín. Evakuace, trvající dva dny, byla vyhlášena z preventivních důvodů, pyrotechnici totiž zahájili průzkum částí areálu blíže k obcím. V areálu docházelo k náhodným neřízeným detonacím způsobeným například pádem munice ze stromů nebo kontaktem s lesní zvěří, které znemožňovaly ohledání místa a likvidační práce. 30. listopadu policie oznámila, že přístupové cesty v areálu byly vyčištěny, a brzy tak může dojít k odvozu 7 tisíc tun munice ze skladů v postiženém areálu.

## Výbuch druhého skladu
Dne 3. prosince 2014 došlo ve skladu číslo 12 k dalšímu výbuchu munice. Sklad, který obsahoval 13 tun výbušnin, byl vzdálen 1 200 metrů od epicentra původního výbuchu. Evakuováno bylo 430 obyvatel okolních obcí. Podle vyjádření právního zástupce Imex Group byla v objektu uskladněna dělostřelecká munice a samopaly. Sklad podle jeho názoru nemohl samovolně explodovat.

## Odklízení následků
Po druhé explozi se z areálu stále ozývaly neřízené výbuchy, poslední byl zaznamenán v polovině prosince 2014. Pyrotechnici se tak do Vrbětic vrátili až 22. prosince. Odvážení munice z areálu probíhalo od ledna do prosince 2015, celkem šlo o téměř 550 kamionů. Munice byla dočasně uložena do armádního muničního skladu v Květné na Svitavsku, opuštěného armádou v roce 2013, kde původně měla zůstat jen do konce roku, poslední kamiony byly odtud nakonec odvezeny až v srpnu 2018.
V lednu 2016 pak začalo čištění areálu od nevybuchlé munice. Koncem roku 2019 pyrotechnické práce v areálu ještě stále pokračovaly. Po pročištění okolí prvního výbuchu k srpnu 2017 policie uvedla, že zde bylo nalezeno 3775 kusů munice, z nichž 264 bylo zlikvidováno na místě v trhací jámě a 3326 kusů provozuschopné munice bylo odvezeno k likvidaci ve vojenském újezdu Libavá. Pět let po výbuchu, v říjnu 2019, pyrotechnická služba uváděla, že bylo dosud nalezeno celkem 6007 kusů munice. K přelomu let 2019 a 2020 bylo asi 80 majitelům předáno zpět k užívání celkem asi 952,5 hektaru pozemků zasažených explozemi, přičemž dalších 366,5 hektaru ještě zbývalo pročistit. Bezpečnostní složky ukončily záchranné práce na podzim roku 2020 a zpřístupnily dočasně uzavřenou silnici mezi Haluzicemi a Lipovou, likvidační práce však měly nadále pokračovat, včetně bourání dočasného bezpečnostního oplocení areálu.
Náklady na likvidaci následků katastrofy se do konce roku 2015 přiblížily částce 350 milionů korun, částka potřebná na následné vyčištění areálu od nevybuchlé munice byla odhadována až na 1 miliardu korun.

### Odškodnění
Vláda rozhodla o plošném odškodnění obyvatel Vrbětic jednorázovou částkou 3 000 Kč. Dále si obyvatelé mohli standardním způsobem podat žádost o odškodnění škod na majetku či ušlý zisk, ze 136 žádostí však k srpnu 2017 byly krajským úřadem či ministerstvem vnitra uznány jen dvě.

### Krádeže
V průběhu odklízení, mezi prosincem 2016 a jarem roku 2017, nejméně čtyřikrát vnikla do uzavřené oblasti dvojice zlodějů a kradla zde samopaly, součásti zbraní a rozmetané výbušniny, z nichž některé ve skupině s dalšími lidmi uváděli do provozu a následně přeprodávali. Soud v roce 2019 uložil Milanu Chaloupkovi tříletý trest odnětí svobody se čtyřletým podmíněným odkladem, Zdeňku Šuranskému trest 34 měsíců a dalším účastníkům skupiny podmíněné tresty. Policie rovněž prověřovala, zda krádeže nebyly umožněny nějakým pochybením z její strany, to se však nepotvrdilo. V areálech poté byla zvýšena ostraha.
Podle zbrojařské společnosti Imex po výbuchu muničních skladů ve Vrběticích zmizelo 1000 ručních protitankových raketometů RPG-7, 800 samopalů, 500 kulometů a desítky tisíc zásobníků do kulometů. Společnost podala v květnu 2021 trestní oznámení a požaduje 75 milionů korun po českém státu.

### Skladování min
V listopadu 2015 podal státní zástupce Leo Foltýn obžalobu na pět lidí a dvě firmy kvůli skladování údajně zakázané munice ve skladu ve Vrběticích. Tato obžaloba nijak nesouvisela s výbuchem, miny byly ale nalezeny během zvýšené inspekční aktivity policie po výbuchu. Obžaloba se týkala firem Excalibur Army a Real Trade. Podle státního zástupce bylo v objektu skladováno asi 500 protipěchotních min typu MON-100 a MON-200, které byly podle něj zakázané jak právními normami České republiky, tak i mezinárodněprávními normami vycházejícími z Ottawské konvence. Mluvčí společnosti Excalibur Army Andrej Čírtek uvedl, že tyto miny nepovažovalo za zakázané ani Maďarsko, odkud byly dovezeny, ani české licenční orgány, a před dovozem bylo žádáno o úřední povolení, které bylo schváleno ministerstvy ČR i Maďarska. V pozdějším soudním řízení bylo prokázáno, že se trestný čin nestal, a všichni obžalovaní byli zlínskou pobočkou Krajského soudu v Brně v červenci 2016 osvobozeni. Firmy totiž neskladovaly miny jako takové, nýbrž pouze jejich těla. Státní zástupce se nejprve odvolal, v prosinci téhož roku ale vzal své odvolání zpět. Soud též v lednu 2018 nařídil vrátit zabavené miny zpět firmě.

## Vyšetřování
Policie exploze šetřila jako úmyslné obecné ohrožení. Necelé tři roky po událostech bylo vyšetřování stále ve fázi prověřování. Do konce června 2017 policie prováděla ohledání prvního epicentra, od července téhož roku pokračovala na místě druhého výbuchu.
Při vyšetřování bylo zjištěno, že hejtman Zlínského kraje nevěděl, že muniční sklad už od roku 2006 neslouží armádě, ale Ministerstvo obrany České republiky ho pronajímá soukromým zbrojařským firmám. Tuto informaci neměl ani Český báňský úřad, který měl v muničním skladu provádět kontroly výbušnin. Kontroly ve Vrběticích neprováděla ani Policie České republiky, která má podle zákona provádět kontrolu munice. Ve skladu byly porušeny bezpečnostní předpisy, protože letecké pumy a dělostřelecká munice byly uloženy hned vedle vysoce vznětlivých látek.
Zajišťování vnější ostrahy areálu bylo povinností státního podniku Vojenský technický ústav (VTÚ), který spadá pod Ministerstvo obrany, ale jeho ředitel Václav Irovský pochybení odmítl a v prosinci roku 2014 prohlásil, že plot kolem areálu byl opakovaně opravován a „Letos se tam nejela žádná rallye, nechodili tam ani myslivci. Na kamerových záznamech jsou všechny vstupy a vjezdy.“ Firma Imex Group si v areálu kolem každého skladu na vlastní náklady postavila další oplocení.

## Role ruské GRU
Na mimořádné tiskové konferenci 17. dubna 2021 prohlásil premiér Andrej Babiš, že podle zjištění Bezpečnostní informační služby (BIS), Národní centrály proti organizovanému zločinu a policie existuje důvodné podezření, že za výbuchem skladů mohla být aktivita ruské zpravodajské služby GRU, konkrétně jednotky 29155. Ministr zahraničí Jan Hamáček to označil za teroristický čin a v reakci na něj oznámil, že Česká republika vyhostí 18 pracovníků ruského velvyslanectví v Praze, identifikovaných českými zpravodajskými službami jako důstojníci ruských služeb SVR a GRU. Rudolf Jindrák později upřesnil, že šlo o 14 diplomatů a čtyři další zaměstnance.
V této souvislosti česká policie vyhlásila pátrání po dvou agentech GRU, kteří se na českém území pohybovali v roce 2014, kdy k výbuchům došlo – Alexandra Petrova (ve skutečnosti Dr. Alexandr Jevgeňjevič Miškin) a Ruslana Boširova (ve skutečnosti plukovník GRU Anatolij Vladimirovič Čepiga). Ačkoli policie neměla přímý důkaz, že do areálu oba muži fyzicky vstoupili, považovala tuto hypotézu za vysoce reálnou. Podle médií se mělo jednat o stejné osoby, které vyšetřovatelé v Anglii označili za možné pachatele otravy Sergeje Skripala v britském Salisbury roku 2018. Policie ověřila, že oba muži přiletěli do Česka 13. října 2014 pravidelnou linkou Aeroflotu z Moskvy. České území opustili 16. října, kdy odjeli do Rakouska a odtud odletěli zpět do Moskvy. Oba agenty vyznamenal Vladimir Putin na přelomu let 2014 a 2015 (tedy po výbuchu ve Vrběticích) vysokým řádem Hrdina Ruska. Při vstupu do Česka se oba prokázali krycími pasy vystavenými rozvědkou GRU, které později použili i během akce ve Velké Británii.
Cestovní dokumenty byly vydány na fiktivní jména Ruslan Boširov a Alexandr Petrov. V žádosti o vstup do vrbětického skladu se vykazovali pasem Moldavska na jméno Nicolai Popa a pasem Tádžikistánu na jméno Ruslan Tabarov. Pasy měly být zaslány státnímu podniku Vojenský technický ústav, zajišťujícímu vnější ostrahu areálu. Podle zpráv médií jim měl provozovatel vydat povolení ke vstupu do Vrbětic na období od 13. do 17. října, k výbuchu v muničním skladu č. 16 došlo 16. října v 9.25 hodin. Radek Ondruš, právní zástupce firmy Imex Group, prohlásil, že „nikdo takový v téhle době do firmy nepřijel. Pro návštěvníky z jednoho ze zahraničních států, nebylo to Rusko, se vyřizovalo povolení. Bylo to pro dva lidi, ale ti nakonec nepřijeli nebo se neohlásili.“
Podle předsedy sněmovní komise pro kontrolu BIS Pavla Bělobrádka z KDU-ČSL však má Bezpečnostní informační služba jednoznačné důkazy, že ruští agenti Miškin a Čepiga se nedlouho před výbuchem v areálu vrbětického muničního skladu pohybovali.
V lednu roku 2014, devět měsíců před tím, než vybuchl vrbětický muniční areál, navštívil Miškin Česko spolu s velícím důstojníkem této jednotky GRU, generálmajorem Denisem Vjačeslavovičem Sergejevem, který vystupoval pod krycím jménem Sergej Fedotov. Tento důstojník velel i akci, při které byl otráven Sergej Skripal, a cestoval do Sofie v době, kdy měl být podobným způsobem zabit bulharský obchodník se zbraněmi Emilijan Gebrev (Емилиян Гебрев). Shodou okolností také v Bulharsku v roce 2011 vybuchl sklad, kde byl uložen vojenský materiál tří firem. Jednou z nich byla Imex Group. Jedním z klíčových důkazů je e-mail, kterým o vstup na inspekci areálu pro oba agenty pod krycími jmény Popa a Tabarov žádal jménem Národní gardy Tádžikistánu „Andrej O.“, později identifikovaný jako velitel jednotky GRU 29155 Andrej Averjanov, vystupující pod krycím jménem Andrej Overjanov.
Jak zjistilo společné pátrání Bellingcat, The Insider a týdeníku Respekt, akce se zúčastnilo celkem šest agentů GRU. Příprava zřejmě probíhala v září v Ženevě, kde se 4. října setkali agenti generálmajor Denis Sergejev (krycí jméno „Sergej Fedotov“) a podplukovník Jegor Gordienko (krycí jméno „Georgy Gorškov“) s velitelem Andrejem Averjanovem. Akce byla patrně plánována o týden dříve, ale byla odložena a Averjanov se přes Varšavu vrátil do Moskvy. 7. října se všichni agenti sešli na velitelství GRU.
Andrej Averjanov odletěl 13. října 2014, aby se setkal ve Vídni s jiným agentem, podplukovníkem Nikolajem Ježovem, který tam přiletěl už 11. října. Ve stejnou dobu (11. října) dorazili z Moskvy do Prahy Miškin a Čepiga pod krycími jmény Petrov a Boshirov. Z Prahy se 13. října přemístili do ostravského hotelu Corrado. Další dva agenti, kteří měli v jednotce 29155 na starosti výbušné systémy, cestovali 10. října pod diplomatickým krytím a svými skutečnými jmény Alexej Kapinos a Jevgenij Kalinin do Budapešti. Všech šest agentů mělo zamluvené zpáteční lety na 15. října 2014. Averjanov, který často telefonicky komunikuje s velitelem GRU i ministrem zahraničí Lavrovem, se podobné akce v zahraničí osobně zúčastnil pouze dvakrát.
Podle vyšetřovatelů agenti GRU muniční sklad pravděpodobně navštívili 15. října 2014. Zdroj blízký vyšetřovatelům uvedl, že „nastražené to bylo pro zákazníky v zahraničí, ale bouchlo to asi dříve. Chtěli nejspíš zabít někoho, komu byla určena dodávka zbraní.“ Podle serveru iROZHLAS měl být cílem útoku bulharský obchodník se zbraněmi Emilijan Gebrev, kterého se stejné komando pokusilo otrávit neznámým jedem roku 2015 v Sofii. Naopak bývalý premiér Bohuslav Sobotka přišel s hypotézou, že Rusko se snažilo destabilizovat jeho vládu, protože nebylo spokojeno, že se v roce 2013 dostala k moci koalice ČSSD, hnutí ANO a KDU-ČSL. Podle redaktorů Respektu mohla být důvodem pro akci GRU snaha zabránit dodávce zbraní pro ukrajinskou armádu během války na východní Ukrajině nebo zabránit dodávce zbraní povstalcům, kteří s podporou Spojených států amerických v syrské občanské válce bojovali proti vládě prezidenta Bašára Asada. Podle policie je nejpravděpodobnější, že zbraně měly být poslány do Sýrie. Společnost Imex Group uvedla, že neměla informace, že by její vojenský materiál měl putovat do Sýrie nebo na Ukrajinu. Podle právníka firmy se s agenty na fotografii nikdo z vedení firmy nesetkal. Zbraně ze skladu Imexu byly určeny pro bulharského obchodníka se zbraněmi Emilijana Gebreva a podle ministra Hamáčka měla nejspíš munice explodovat až později na území Bulharska, kde měl být zbrojní materiál znehodnocen.
Vyšetřovatelé pracují s verzí, že agenti GRU měli v areálu českého komplice. Jak zjistili novináři, jeden ze zabitých zaměstnanců Imex Group, kapitán Luděk Petřík, byl do roku 1989 příslušníkem I. odboru Krajské správy Státní bezpečnosti v Ostravě. Majitel společnosti Imex Group Petr Bernatík ml. přijel do areálu svým vozem den před výbuchem a není známo, zda s ním cestovaly další osoby. Od zveřejnění celé kauzy odmítá komunikovat s novináři.

### Zdržení ve vyšetřování
Policie měla k dispozici e-mail s krycími pasy a pravými fotkami Čepigy a Miškina alias Tabarova a Popy od roku 2015. Přes policejní prezidium poslala do Moldavska a Tádžikistánu žádost o potvrzení jejich totožnosti. Moldavské úřady odpověděly, že žádná osoba se jménem držitele pasu v Moldavsku nežije, z Tádžikistánu nikdy žádná odpověď nepřišla. Vyšetřování se zkomplikovalo, když po policejní reformě roku 2016 a rozpuštění Útvaru pro odhalování organizovaného zločinu odešel z policejních řad hlavní vyšetřovatel Vrbětic. Kolegové, kteří mu tehdy pomáhali, se údajně věci dál nevěnovali tak podrobně. Pod novým vedením nástupnické Národní centrály proti organizovanému zločinu začal na konci roku 2019 studovat případ nový hlavní vyšetřovatel David Olexa, kterému se podařilo v roce 2020 spojit tváře Čepigy a Miškina, které mezitím roku 2018 identifikovala Metropolitní policie SO15 jako aktéry pokusu o otravu Seregeje Skripala, s dosud neztotožněným „tádžickým“ a „moldavským“ návštěvníkem Vrbětic.

### Souvislosti s výbuchy v Bulharsku
Ruští agenti byli přítomni také v Bulharsku v letech 2014 a 2015 v době výbuchů v šesti tamních zbrojních skladech, které se odehrály podle stejného vzoru. V letech 2014 až 2015 cestovali do Bulharska agenti GRU Vladimir Mojsejev (alias Vladimir Popov), Denis Sergejev (alias Sergej Fedotov), Sergej Ljutenkov (alias Sergej Pavlov), Nikolaj Ježov (alias Nikolaj Kononichin), Ivan Terentěv (alis Ivan Lebeděv), Alexej Kalinin (alias Alexej Nikitin), Jegor Gordienko (alias Georgij Gorškov). Při explozi dílny na střelný prach v Kazanlaku dne 28. února 2014 zahynul jeden člověk. Ve vojenské továrně TEREM-Tsar Samuil v Kostenci, která vybuchla 8. srpna 2014, bylo zraněno 10 lidí. Ve vojenském skladu Gorni Lom továrny Midzhur dne 1. října 2014 při výbuchu zahynulo 15 lidí. Třetí týden v prosinci 2014 při výbuchu soukromé továrny v Maglizh, která vyráběla munici a střelivo, zemřel jeden člověk. Mojsejev cestoval do Bulharska roku 2014 celkem čtyřikrát, vždy v době, kdy tam došlo k výbuchům skladů s municí. Kromě toho byl roku 2016 zapleten do neúspěšného pokusu o státní převrat v Černé Hoře. Roku 2015 se ruští agenti GRU Sergejev a Gordienko pokusili otrávit obchodníka se zbraněmi Emilijana Gebreva.

### Souvislosti s cestou do Tádžikistánu
Týden před výbuchem muničního skladu ve Vrběticích dostal majitel firmy Imex Petr Bernatík starší e-mail od generála tádžických pohraničních vojsk Radschabali Rachmonaliho s žádostí, aby pustil do areálu dva zbrojní inspektory, jejichž pasy dojdou později. Druhý e-mail s dokumenty lidí, pro něž generál Rachmonali pomoc žádal, došel řediteli Imexu Petru Bernatíkovi mladšímu. Jeden z „inspektorů“ byl později identifikován jako agent GRU Anatolij Čepiga, který tehdy používal tádžický pas na jméno Ruslan Tabarov. Bernatíkovi zaslal ještě třetí e-mail ruský obchodník se zbraněmi s českým pasem, který upřesňoval, kdy oba „inspektoři“ do Vrbětic dorazí.
Ruská GRU byla zapojena do ozbrojeného konfliktu Tádžikistánu s uzbeckými islamisty v letech 2011–2013. Ruští agenti GRU ze speciální jednotky 29155, jmenovitě Fedotov, Boširov, Gorškov, Lebeděv a Nikitin, cestují do Tádžikistánu od té doby často. Fedotov a Gorškov byli i členy podpůrného týmu agentů Čepigy a Miškina, které české tajné služby obviňují za výbuchy ve Vrběticích.
Majitel firmy Imex Petr Bernatík starší se zúčastnil cesty prezidenta Miloše Zemana do Kazachstánu a Tádžikistánu krátce po první explozi ve Vrběticích v listopadu 2014. Sešel se tam s generálem Radschabali Rachmonalim, ale odmítá sdělit o čem jednali ani potvrdit, zda se schůzky zúčastnil i Miloš Zeman nebo někdo z prezidentské kanceláře. Šest dní po návratu prezidentského speciálu následoval ve Vrběticích další výbuch.

### Mezinárodní reakce
Velvyslanectví USA v Praze prohlásilo že „pevně stojí za svým spolehlivým spojencem Českou republikou a oceňuje její sankce za nebezpečný útok na jejím území“. Českou republiku plně podpořil také ministr zahraničí Velké Británie Dominic Raab a prohlásil, že tato událost odpovídá předchozímu chování agentů tajných služeb Ruska, jaké bylo odhaleno např. v Salisbury. Slovenská prezidentka Zuzana Čaputová na svém twitterovém účtu uvedla, že „Slovensko stojí při Česku.“ Podobně se vyjádřil také slovenský ministr zahraničí Ivan Korčok. Mezi dalšími zeměmi, které jako první vyjádřily podporu České republice, bylo také Lotyšsko, Ukrajina, Kanada a Polsko. Předseda zahraničního výboru britské Dolní sněmovny Tom Tugendhat prohlásil, že „výbuchy ve Vrběticích jsou vraždou dvou českých občanů a přímým útokem na členskou zemi NATO“. Soudil, že je třeba okamžitě snížit úroveň vztahů s Ruskou federací. Podle něj by členské státy Severoatlantické aliance měly vyhostit ruské velvyslance.
Předsedové tří hlavních politických stran Evropského parlamentu vyjádřili plnou solidaritu Česku a vyzvali unijní země, aby „také projevily solidaritu přijetím silné, společné a konkrétní akce vůči Rusku v odpovědi na tento útok“. K prohlášení se nepřipojila ultralevice, kam patří i KSČM, a ultrapravice, jejímž členem je SPD.
Dne 22. dubna oznámil slovenský premiér Eduard Heger, že Slovensko vyhostí tři ruské diplomaty. Ministři zahraničí Baltských zemí uvedli, že vyhostí dohromady čtyři diplomaty – Litva vyhostí dva, Lotyšsko a Estonsko jednoho. Ruského diplomata vyhostilo také Rumunsko. Rusko na to zareagovalo tak, že vyhostilo stejný počet diplomatů z každé země, která vyhostila ruské diplomaty.

### Reakce v Česku
V neděli 18. dubna 2021 oznámil vicepremiér a ministr průmyslu a obchodu Karel Havlíček, že by měla být ruská společnost Rosatom během několika dní vyřazena z možnosti účasti na tendru na dostavbu jaderné elektrárny Dukovany. Minoritní akcionář energetické skupiny ČEZ a energetický expert Michal Šnobr se domníval, že po odhalení účasti agentů GRU na výbuchu ve Vrběticích je účast Ruska v tendru vyloučená a tendr tím fakticky končí, protože podle Šnobra „jediný, kdo mohl aktuálně nabídnout odzkoušený reaktor o výkonu do 1 200 MW, bylo Rusko.“ Podle ministra Hamáčka také v situaci po podezření českých bezpečnostních složek nebylo na stole využívání ruské vakcíny Sputnik V v České republice, o níž se v předchozím období rovněž jednalo o uvažovalo, přestože dosud nebyla schválená agenturou EMA.
Možnou účast ruských tajných služeb na výbuších muničního areálu ve Vrběticích přirovnal bývalý náčelník Generálního štábu AČR Jiří Šedivý k vojenskému napadení země. Premiér Andrej Babiš později událost označil za útok na zboží bulharského obchodníka, který ji zřejmě prodával zemím proti Rusku, a nešlo tedy podle něj o útok na Českou republiku. Straničtí předsedové Vojtěch Filip (KSČM) a Tomio Okamura (SPD) zjištěním o Vrběticích podle prvních vyjádření zatím nevěřili. Politici volební koalice Spolu Petr Fiala (ODS), Markéta Pekarová Adamová (TOP 09) a Miloš Vystrčil (ODS) považovali výbuch za státní terorismus a požadovali tvrdší reakci. Nejvyšší státní zástupce Pavel Zeman prohlásil, že trestní zákoník nezná pojem „státní terorismus” a z „právního hlediska není věc prověřována jako trestný čin teroristického útoku”. Bývalý prezident Václav Klaus považoval kauzu za „vykonstruovaného strašáka“. Prezident Miloš Zeman prostřednictvím mluvčího oznámil, že se k záležitosti vyjádří až později.
V noci na středu 21. dubna 2021 na území České republiky prováděli příslušníci Národní centrály proti organizovanému zločinu rozsáhlá zatýkání Čechů, kteří jsou součástí paramilitantních skupin, řízených vyhoštěnými ruskými diplomaty, agenty GRU.
Dne 21. dubna ministr zahraničních věcí Jakub Kulhánek na tiskové konferenci po jednání s ruským velvyslancem Alexandrem Zmejevským oznámil, že Rusko má čas do následujícího dne do 12:00, aby umožnilo návrat všem vyhoštěným diplomatům zpět na velvyslanectví v Moskvě. Pokud se tak nestane, ministerstvo zahraničních věcí rozhodne o snížení ruských diplomatů tak, aby odpovídal stavu českého velvyslanectví v Moskvě.
Dne 22. dubna ministr zahraničních věcí Jakub Kulhánek oznámil, s odvoláním na článek 11 Vídeňské úmluvy, že se zastoupení obou zemí na ambasádách vyrovná do konce května 2021 a budou vypovězeni další diplomaté a administrativní pracovníci ruského velvyslanectví. Toto rozhodnutí učinil poté, co ruská strana nereagovala na výzvu povolit návrat českých diplomatů, kteří byli vypovězeni bezdůvodně. Zastropování počtu pracovníků ruské ambasády bude paritní s českým zastoupením, tzn. pět diplomatů a 19 administrativních zaměstnanců. Vyhoštěno bylo 123 ruských občanů, z toho 30 diplomatů.
Dne 25. dubna prezident Miloš Zeman při svém mimořádném projevu prohlásil, že „neexistují důkazy ani svědectví, že by tito dva agenti byli ve vrbětickém areálu“. Dále také uvedl: „Žádná suverénní země si nemůže dovolit, aby na jejím území dva agenti cizího státu způsobili teroristický atentát, při němž zahynuli dva čeští občané a byla způsobena miliardová škoda.“
Dne 4. května přinesli novináři Janek Kroupa a Kristina Ciroková na serveru Seznam Zprávy informace o schůzce z 15. dubna na ministerstvu vnitra. V článku uvedli, že Hamáček chtěl do Moskvy odletět, aby mlčení o kauze Vrbětice vyměnil za milion dávek vakcíny proti covidu-19 Sputnik V a konání summitu Joea Bidena a Vladimira Putina v Praze. Hamáček tyto informace odmítl a uvedl: „Jediným tématem schůzek byl dopad kauzy Vrbětice na bezpečnost státu a vztahy mezi Českou republikou a Ruskem.“
Mluvčí BIS Ladislav Šticha sdělil: „Mohu potvrdit, že BIS předala písemnou zprávu zákonným adresátům a také Kanceláři prezidenta republiky, 7. dubna“.
Ředitel zahraničního odboru Kanceláře prezidenta republiky Rudolf Jindrák potvrdil serveru Seznam Zprávy, že s přípravami na cestu pomáhala i Kancelář prezidenta, Radiožurnálu ale Jindrák uvedl, že se Hrad na přípravě cesty do Moskvy nepodílel. Dne 14. května na autory článku Hamáček podal trestní oznámení.

### Reakce Ruska
Zástupce předsedy zahraničního výboru Rady federace Vladimir Džabarov tvrzení českých úřadů označil za „nesmysl“, dále řekl, že „Rusko nemá nic lepšího na práci než vyhazovat do povětří nějaké sklady. Nikdy jsme Česko nepovažovali za svého protivníka“ a že kroky Česka jsou „vynalezená situace na podporu Američanů“.
V reakci na vyhoštění 18 pracovníků ruského velvyslanectví oznámilo dne 18. dubna 2021 ruské ministerstvo zahraničí českému velvyslanci v Moskvě Vítězslavu Pivoňkovi, že vyhostí dvacet zaměstnanců české ambasády, mezi nimi šestnáct diplomatů.
Dne 23. dubna šéf ruské rozvědky SVR Sergej Naryškin prohlásil, že účast Ruska na těchto výbuších je „ubohá a nízká lež“.